# IC 455
IC 455 је лентикуларна галаксија у сазвјежђу Цефеј која се налази на листи објеката дубоког неба у Индекс каталогу.
Деклинација објекта је + 85° 32' 16" а ректасцензија 7h 34m 57,7s. Привидна величина (магнитуда) објекта IC 455 износи 13,3 а фотографска магнитуда 14,3. IC 455 је још познат и под ознакама UGC 3815, MCG 14-4-33, CGCG 362-44, CGCG 363-30, NPM1G +85.0020, PGC 21334.